# Carlos Bernegger
Carlos Bernegger (Bell Ville, 9 marzo 1969) è un allenatore di calcio, dirigente sportivo ed ex calciatore argentino con cittadinanza svizzera, di ruolo attaccante.

## Carriera

### Giocatore
Dopo aver giocato varie stagioni con la maglia del Belgrano in Argentina, approda in Svizzera, al Winterthur nel 1991, dove conclude la sua carriera agonistica.

### Allenatore
Nel 1999 inizia ad allenare le giovanili della compagine zurighese per poi esercitare la stessa funzione al fino al 2003, anno in cui diventa assistente della prima squadra. Con le Cavallette, si occupa spesso delle giovanili e la dirigenza lo promuove allenatore ad interim varie volte. Nel 2013, dopo aver trascorso due stagioni al Basilea in quanto allenatore dell'under 21, firma un contratto di due anni con il Lucerna.

## Statistiche

### Statistiche da allenatore
Statistiche aggiornate al 20 agosto 2024.
| Stagione            | Squadra             | Campionato          | Campionato | Campionato | Campionato | Campionato | Coppe nazionali | Coppe nazionali | Coppe nazionali | Coppe nazionali | Coppe nazionali | Coppe continentali | Coppe continentali | Coppe continentali | Coppe continentali | Coppe continentali | Altre coppe | Altre coppe | Altre coppe | Altre coppe | Altre coppe | Totale | Totale | Totale | Totale | % Vittorie | Piazzamento |
| Stagione            | Squadra             | Comp                | G          | V          | N          | P          | Comp            | G               | V               | N               | P               | Comp               | G                  | V                  | N                  | P                  | Comp        | G           | V           | N           | P           | G      | V      | N      | P      | %          | Piazzamento |
| ------------------- | ------------------- | ------------------- | ---------- | ---------- | ---------- | ---------- | --------------- | --------------- | --------------- | --------------- | --------------- | ------------------ | ------------------ | ------------------ | ------------------ | ------------------ | ----------- | ----------- | ----------- | ----------- | ----------- | ------ | ------ | ------ | ------ | ---------- | ----------- |
| ott.-dic. 2003      | Grasshoppers        | SL                  | 6          | 3          | 1          | 2          | CS              | 3               | 3               | 0               | 0               | -                  | -                  | -                  | -                  | -                  | -           | -           | -           | -           | -           | 9      | 6      | 1      | 2      | 66,67      | Interim     |
| ott.-dic. 2004      | Grasshoppers        | SL                  | 7          | 3          | 1          | 3          | CS              | 1               | 0               | 1               | 0               | -                  | -                  | -                  | -                  | -                  | -           | -           | -           | -           | -           | 8      | 3      | 2      | 3      | 37,50      | Interim     |
| mag. 2007           | Grasshoppers        | SL                  | 1          | 0          | 0          | 1          | CS              | -               | -               | -               | -               | -                  | -                  | -                  | -                  | -                  | -           | -           | -           | -           |             | 1      | 0      | 0      | 1      | &0,00      | Interim     |
| apr.-giu. 2013      | Lucerna             | SL                  | 10         | 6          | 2          | 2          | CS              | -               | -               | -               | -               | -                  | -                  | -                  | -                  | -                  | -           | -           | -           | -           | -           | 10     | 6      | 2      | 2      | 60,00      | Sub. 8°     |
| 2013-2014           | Lucerna             | SL                  | 36         | 15         | 6          | 15         | CS              | 5               | 4               | 0               | 1               | -                  | -                  | -                  | -                  | -                  | -           | -           | -           | -           |             | 41     | 19     | 6      | 16     | 46,34      | 4°          |
| lug.-ott. 2014      | Lucerna             | SL                  | 11         | 0          | 5          | 6          | CS              | 2               | 2               | 0               | 0               | UEL                | 2                  | 0                  | 2                  | 0                  | -           | -           | -           | -           |             | 15     | 2      | 7      | 6      | 13,33      | Eson.       |
| Totale Lucerna      | Totale Lucerna      | Totale Lucerna      | 57         | 21         | 13         | 23         |                 | 7               | 6               | 0               | 1               |                    | 2                  | 0                  | 2                  | 0                  |             |             |             |             |             | 66     | 27     | 15     | 24     | 40,91      |             |
| mar.-giu. 2017      | Grasshoppers        | SL                  | 12         | 4          | 3          | 5          | CS              | -               | -               | -               | -               | -                  | -                  | -                  | -                  | -                  | -           | -           | -           | -           | -           | 12     | 4      | 3      | 5      | 33,33      | Sub. 8°     |
| lug.-ago. 2017      | Grasshoppers        | SL                  | 5          | 1          | 1          | 3          | CS              | 1               | 1               | 0               | 0               | -                  | -                  | -                  | -                  | -                  | -           | -           | -           | -           | -           | 6      | 2      | 1      | 3      | 33,33      | Eson.       |
| Totale Grasshoppers | Totale Grasshoppers | Totale Grasshoppers | 31         | 11         | 6          | 14         |                 | 5               | 4               | 1               | 0               |                    | -                  | -                  | -                  | -                  |             | -           | -           | -           | -           | 36     | 15     | 7      | 14     | 41,67      |             |
| ott. 2020-2021      | Thun                | CL                  | 33+2       | 19+1       | 6+0        | 8+1        | CS              | -               | -               | -               | -               | -                  | -                  | -                  | -                  | -                  | -           | -           | -           | -           | -           | 35     | 20     | 6      | 9      | 57,14      | Sub. 2°     |
| 2021-2022           | Thun                | CL                  | 36         | 17         | 5          | 14         | CS              | 4               | 3               | 0               | 1               | -                  | -                  | -                  | -                  | -                  | -           | -           | -           | -           | -           | 40     | 20     | 5      | 15     | 50,00      | 5°          |
| Totale Thun         | Totale Thun         | Totale Thun         | 71         | 37         | 11         | 23         |                 | 4               | 3               | 0               | 1               |                    | -                  | -                  | -                  | -                  |             | -           | -           | -           | -           | 75     | 40     | 11     | 24     | 53,33      |             |
| Totale carriera     | Totale carriera     | Totale carriera     | 159        | 69         | 30         | 60         |                 | 16              | 13              | 1               | 2               |                    | 2                  | 0                  | 2                  | 0                  |             | -           | -           | -           | -           | 177    | 82     | 33     | 62     | 46,33      |             |